# Voith-Arena
El Voith-Arena (abans GAGFAH-Arena, Albstadion) és un estadi polivalent a Heidenheim, Alemanya. Actualment s'utilitza per a partits de futbol i és l'estadi seu de l'equip de la 1.Bundesliga 1. FC Heidenheim. L'estadi té una capacitat per a 15.000 persones després de la seva darrera ampliació.